# Cyrille Tahay
Cyrille Tahay, né à Wellin le 30 octobre 1938, et mort le 23 octobre 2021 à Comblain-au-Pont, est un homme politique belge, membre du Centre démocrate humaniste (cdH), anciennement Parti social chrétien (PSC).
Il est régent en sciences-géographie (les Frères de Malonne, 1960); professeur de géographie, sciences et mathématiques (Institut Don Bosco, 1960-1994) ; cofondateur du Mouvement Progressiste Comblenois, de tendance progressiste, humaniste et social-chrétien.

## Carrière politique
- conseiller communal de Comblain-au-Pont (1983-2006)
  - bourgmestre (1989-2004)
- député wallon (1995-1999)